# Neb (rivier)
De Neb (Manx-Gaelisch: Awin Neb) is een rivier op het Britse eiland Man. Hij stroomt vanuit de Michael Hills in het zuidwesten naar Glen Helen, hier monden de Foxdale en de Blaber ook uit. Bij de stad Peel stroomt de Neb de Ierse Zee in.